# Humboldtstraße 9 (Weimar)

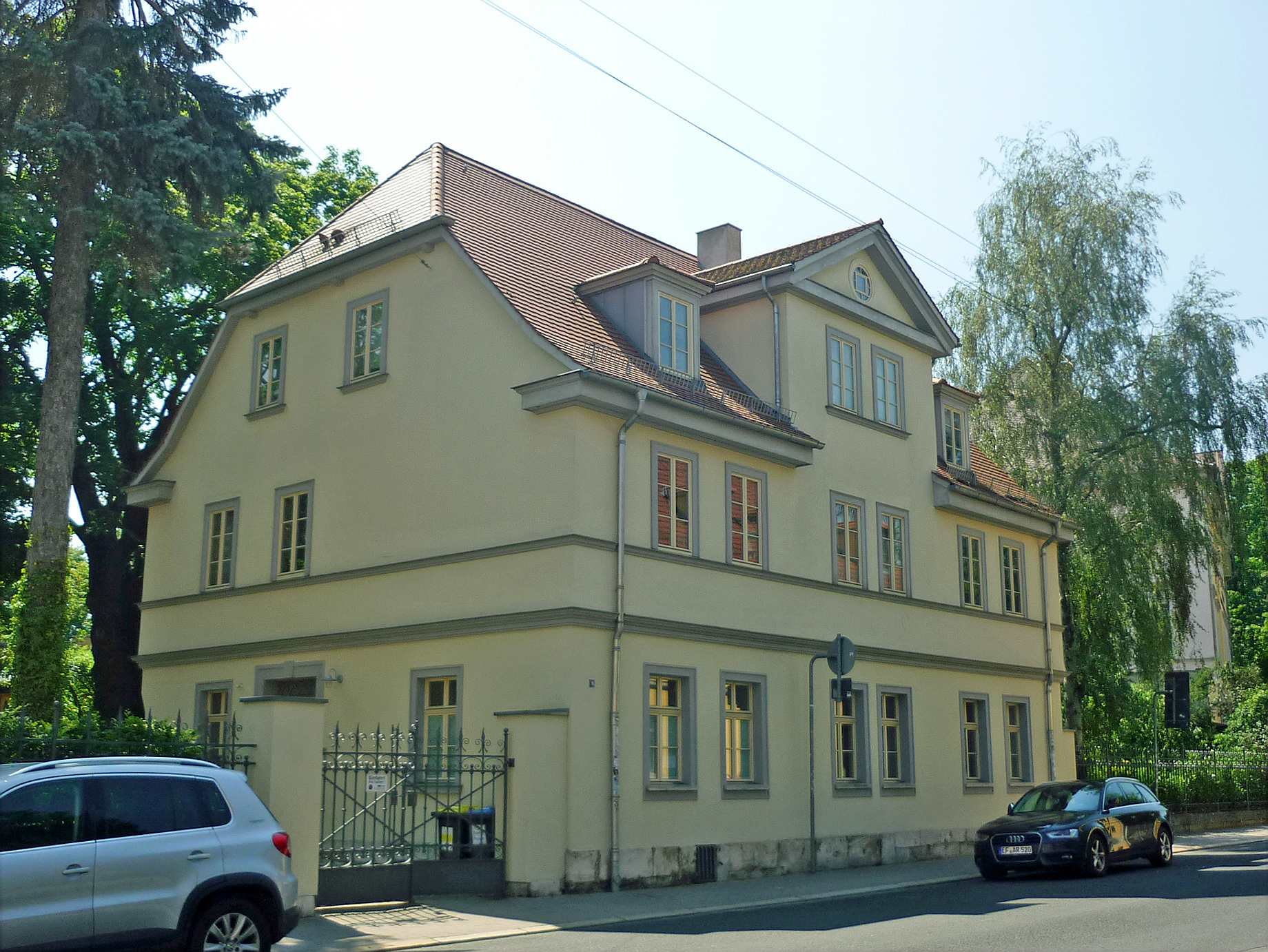
Humboldtstraße 9

Das Haus Humboldtstraße 9 in der Westvorstadt von Weimar ist ein Wohnhaus in der Humboldtstraße. 

## Beschreibung
Das Haus wurde 1823 errichtet und 1885/86, im Zuge der Erbauung des heutigen Goethegymnasium Weimar, zum Direktorenwohnhaus umgebaut. Der Umbau erfolgte unter Julius Bormann, der auch das Gebäude des in der Amalienstraße 4 befindlichen Goethegymnasiums entwarf. Dabei wurde der östliche Seitenflügel abgebrochen. Auch die Grundstücksmauer verschwand. So wurde der für den Schulhof vorgesehene Platz vergrößert. Das im Stil des Klassizismus errichtete Bauwerk fällt zeitlich in die frühe Amtszeit von Clemens Wenzeslaus Coudray. Eine direkte Zuweisung des Entwurfes zu einem bestimmten Architekten oder Baumeister ist jedoch nicht möglich. In Rolf Bothes Coudray-Biographie ist das Gebäude nicht aufgeführt. Die Fassade des mehrstöckigen Wohnhauses weist in der Dachmitte ein Zwerchhaus auf. Das betont die Symmetrie der Fassade, wie es bei Coudray typisch war. 
Das Haus Humboldtstraße 9 steht auf der Liste der Kulturdenkmale in Weimar (Einzeldenkmale).